# Peyssies
Peyssies település Franciaországban, Haute-Garonne megyében. Lakosainak száma 687 fő (2022. január 1.). Peyssies Longages, Bois-de-la-Pierre, Carbonne, Gratens és Lafitte-Vigordane községekkel határos.

## Népesség
A település népességének változása:
| Lakosok száma | 219  | 261  | 333  | 449  | 544  | 560  | 570  | 585  | 619  | 687  |
|               | 1968 | 1982 | 1990 | 2006 | 2013 | 2015 | 2017 | 2019 | 2020 | 2022 |